# 선데이저널
선데이저널(영어: Sunday Journal)은 미국 캘리포니아주 오렌지군에서 발행되는  시사 주간지이다. 발행인 겸 편집인은 재미한인인 연훈으로, 과거 박정희, 전두환 독재정권을 비판했고, 1988년 2월 취재차 귀국했다가 공항에서 체포되어 10개월 옥살이를 하기도 했다.
이명박의 BBK 주가 조작 사건을 특종 보도했으며, 유병언 살해가능성, 정윤회와 십상시, 최순실과 미르재단, 이규태 방산비리 등을 최초 보도하여 화제가 되었다. 드루킹을 위시해 문재인•조국을 중심으로 한 권력형 경제 범죄에 대해서도 한국 언론보다 앞서 탐사 보도하였다.